# Valbiska
Valbiska je trajektna luka na zapadu otoka Krk na području Šotoventa.

## Trajektne linije
Iz Valbiske plove trajekti Jadrolinije na Državnoj trajektnoj liniji broj 332 za Merag (i obrnuto) na otoku Cresu u Primorsko-goranskoj županiji. Putovanje u jednom smjeru traje 25 minuta.
Od 2009. g. kada je ukinuta trajektna linija Baška - Lopar, istovremeno je uvedena nova linija na relaciji Valbiska - Lopar na Rabu. 
U luci postoji restoran i benzinska stanica. 

## Zemljopisne odlike
Valbiska se nalazi u istoimenoj uvali na zapadnom dijelu otoka Krka, nasuprot otoka Cresa. Uvala je zaštićena i od bure i od juga, najčešćih vjetrova tog dijela Jadrana. Iz uvale se ulazi u Srednja vrata, kanal između Krka i Cresa.
Valbiska je udaljena od grada Krka 10,4 km, a do Krčkog mosta ima 27,9 km. Najbliža naselja su Pinezići i Skrpčići.

## Vanjske poveznice
- AGENCIJA ZA OBALNI LINIJSKI POMORSKI PROMET, Jadrolinija, DRŽAVNA TRAJEKTNA LINIJA br. 332 VALBISKA - MERAG i obratno[neaktivna poveznica]
- Web kamera na portalu HAK-a  Arhivirana inačica izvorne stranice od 10. siječnja 2010. (Wayback Machine)